# Dänisch-Schwedischer Krieg (1470–1471)
Der Dänisch-Schwedische Krieg von 1470 bis 1471 war eine Etappe der Kämpfe um Schweden in der Zeit der Kalmarer Union. Seit 1464 befand sich Schweden im Aufstand gegen den dänischen Unionskönig, der 1468/69 vergeblich versucht hatte, seine Herrschaft wiederherzustellen. Nach dem Tod des schwedischen Gegenkönigs unternahm er 1470 einen erneuten Versuch, der 1471 scheiterte. Die kriegsentscheidende Schlacht am Brunkeberg wurde im schwedischen Nationalbewusstsein später als Sieg des schwedischen Unabhängigkeitsstrebens mythisch überhöht.

## Vorgeschichte
Die 1397 von Dänemark, Norwegen und Schweden gebildete Kalmarer Union war infolge des Dänisch-Hanseatischen Krieges um den Sundzoll und einer schwedischen Revolte 1434/36 auseinandergebrochen. Anstelle des dänischen Unionskönigs Christian I. ließ sich der schwedische Reichsverweser Karl Knutsson Bonde als Karl VIII. zum Gegenkönig ausrufen.
Nach Karls (erstem) Sturz durch die prodänische bzw. unionsfreundliche Partei am schwedischen Hof wurde Christian 1457 auch in Uppsala und Stockholm anerkannt, doch schon 1464 bei Haraker geschlagen und durch Karl wieder verdrängt. Zwar wurde auch Karl 1465 wieder vertrieben, doch trotz innerschwedischer Machtkämpfe in Stockholm konnte sich Christian nicht erneut durchsetzen. An Christians statt kehrte Karl 1467 noch einmal an die Macht zurück. Nur in Axevalla (Axvall bei Skara, Västergötland), Kalmar und Borgholm (auf Öland) hielten sich dänische Garnisonen.

## Krieg von 1468/1469

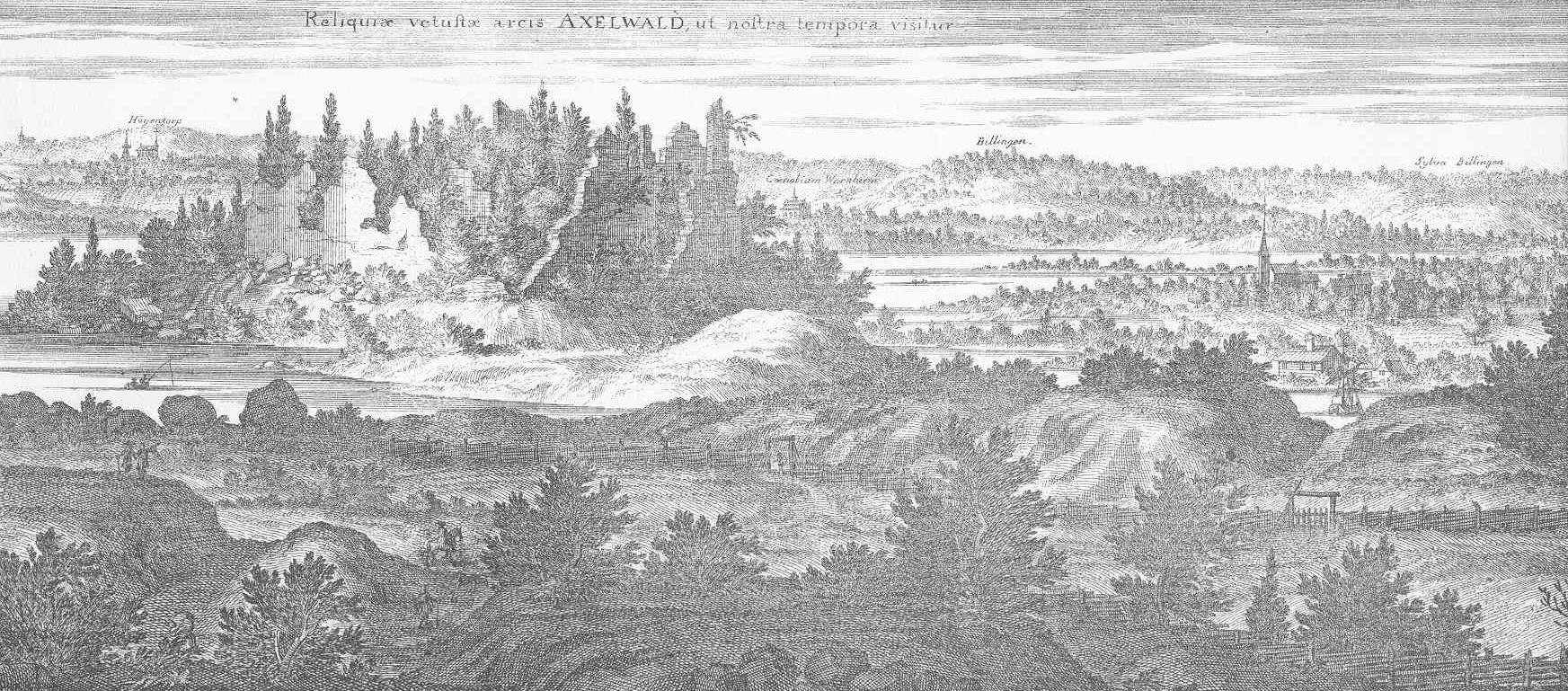
Ruinen der Festung Axevalla

Da Karl sämtliche Verhandlungsangebote ablehnte, kam es ab 1468 vor allem in Småland und Västergötland, aber auch in Uppland (die Region um Uppsala) und Västmanland wieder zu Kämpfen zwischen Dänen und Schweden.
Die Dänen bzw. ihre schwedischen Verbündeten unter Erik Karlsson Wasa siegten zunächst bei Arboga, Knutby (Uppland), Flötsund (Flottsund, bei Uppsala) und in Roslagen, wurden dann aber bei Västerås, Hedemora und Oppboga (bei Örebro, Västmanland) von Karls Heerführern Sten Sture und Niels Sture geschlagen.
Auch Axevalla (Axvall) fiel in schwedische Hände und wurde endgültig niedergebrannt. Der daraufhin selbst eingreifende Christian wurde 1469 bei Öresten (bei Kinna, Västergötland) von den beiden Stures besiegt. Christian zog sich zurück, und Karl konnte seine Herrschaft befestigen. Im Oktober 1469 schlossen beide Seiten unter Lübecks Vermittlung einen Waffenstillstand.

## Krieg von 1470/1471
Karls Tod im Mai 1470 bot Christian eine Chance zur Erneuerung seiner Ansprüche auf den schwedischen Thron. Karl hatte jedoch auf seinem Sterbebett seinen Heerführer und Neffen Sten Sture zu seinem Nachfolger bestimmt. Sten Stures Rivalen und der prodänisch gesinnte Teil des Hochadels sowie des Bürgertums vereinten sich dagegen zum Aufstand. Die Aufständischen wurden jedoch nahe Trögd (bei Enköping, Uppland) und Läby (bei Uppsala) geschlagen – ihr Anführer Erik Karlsson floh nach Kalmar, wo er von Sten Sture belagert wurde. Im Mai 1471 ließ sich Sten Sture in Arboga zum Reichsverweser ausrufen. Christian brach daraufhin im Juli 1471 mit einer großen Flotte und einem großen Heer zu einer Machtdemonstration gegenüber Stockholm auf.
Mit mindestens 70 Schiffen und einem Heer, das nicht nur aus dänischen und norwegischen, sondern großteils aus deutschen und schottischen Söldnern bestand, ankerte Christian im September 1471 beim Stockholmer Vorort Blasieholmen und forderte Verhandlungen über einen Ausgleich. Die von Seiten der unionsfreundlichen Schweden geführten und von Erzbischof Jakob Ulfsson als Vermittler geleiteten Verhandlungen nutzten Sten Stures Anhänger zur Verstärkung und Heranführung ihrer Streitmacht. Während der Verhandlungen eroberte Sten Sture die Festung Älvsborg und schlug in Västergötland eingefallene dänische Truppen. Nach mehreren Wochen erfolglosen Verhandelns befahl Christian daraufhin im Oktober 1471 die Ausschiffung seiner Truppen, die im Stockholmer Vorort Norrmalm an Land gingen. Stockholm verweigerte ihm Einlass und wurde belagert, doch Christian rückte bis nach Uppsala vor, wo er sich vom prodänischen Teil des schwedischen Hochadels huldigen ließ und sein Heer durch unionsfreundliche schwedische Bauern verstärkte.
Inzwischen hatte Sten Sture sein Heer in Vadstena (Östergötland) versammelt, während Niels Sture ein schwedisch-nationalistisches Bauernheer in Dalarna aufstellte. Beide rückten zum Entsatz der von Jakob Ulfsson verteidigten Hauptstadt heran und vereinten sich bei Rotebro (bei Sollentuna, Uppland). Am Brunkeberg (bei Stockholm) geriet Christians Heer zwischen die beiden Stures und am 10. Oktober kam es zu einer der blutigsten Schlachten der schwedischen Geschichte. Christians Dänen und seine Söldner hielten zunächst die Höhen, doch das unionistische schwedische Bauernaufgebot brach unter den Angriffen der Stures auseinander. Verwundet musste sich Christian unter großen Verlusten zu seinen Schiffen zurückziehen und segelte nach Dänemark zurück.

## Folgen
Nach seiner Niederlage setzte Christian wieder auf Verhandlungen. Im Juli 1472 wurde in Kalmar Frieden geschlossen. Sowohl Dänemark und Norwegen als auch Schweden hielten zumindest ideell an der Einheit der drei Reiche fest und versprachen einander – vorbehaltlich der Zustimmung aller drei Reichsräte – Unterstützung im Kriegsfall oder doch zumindest wohlwollende Neutralität. Die prodänischen Aufständischen in Schweden sollten begnadigt und rehabilitiert werden. Zudem wurde ein gemeinsamer Wirtschaftsraum mit Freizügigkeit für die Bewohner aller drei Reiche vereinbart.
Die Beantwortung der wichtigen Streitfrage, wer Unionskönig sein sollte, wurde jedoch aufgeschoben und einer gemischten Kommission aus schwedischen und dänischen Reichsräten übertragen, die Christians Ansprüche prüfen sollte.
Erst im Juli 1476 trat die vorgesehene Kommission zusammen. Die Verhandlungen, in die auch noch der Papst verwickelt wurde, wurden jedoch trotz umfassender dänischer Zugeständnisse an die Selbständigkeit und Sonderrechte Schwedens von schwedischer Seite so lange hinausgezögert, bis Christian im Mai 1481 schließlich starb, ohne wieder nach Schweden zurückgekehrt zu sein.
Als Sten Sture sich 1483 mit einer weiteren prodänischen Verschwörung konfrontiert sah, stimmte er schließlich einem im Februar 1483 in Halmstad bzw. im September 1483 in Kalmar ausgehandelten Kompromiss zu, dem sogenannten Rezess von Halmstad bzw. Rezess von Kalmar (Kalmarer Rezess). Christians Nachfolger Johann wurde die Einsetzung als schwedischer König in Aussicht gestellt, sobald bestimmte offene Fragen, wie beispielsweise die Übergabe des dänisch kontrollierten Gotland und der Festung Borgholm an Schweden geklärt sein würden. Weder Sten Sture noch Johann waren fortan gewillt, diese Abmachungen zu erfüllen. Spätestens 1497 kam es daher zu einem erneuten Krieg zwischen Sten Sture und König Johann.